# Fata din vecini (film din 2004)
The Girl Next Door este un film de comedie britanic din 2004 regizat de Luke Greenfield. Filmul urmărește povestea unui elev în ultimul an de liceu care se îndrăgostește pentru prima dată de fata de alături, dar descoperă că situația devine complicată după ce află că ea este o fostă actriță. Rolurile principale sunt interpretate de actorii Emile Hirsch și Elisha Cuthbert. Filmul a primit recenzii mixte și a avut o prezență scăzută în cinematografe la momentul lansării, dar de-a lungul timpului a dobândit statutul de film cult.

## Distribuție
- Emile Hirsch — Matthew Kidman
- Elisha Cuthbert — Danielle
- Timothy Olyphant — Kelly
- James Remar — Hugo Posh
- Chris Marquette — Eli
- Paul Dano — Klitz
- Olivia Wilde — Kellie